# Comadia redtenbacheri
Comadia redtenbacheri ist ein Schmetterling (Nachtfalter) aus der Familie der Holzbohrer (Cossidae). Der Falter kommt in Nordamerika auf Agaven vor. Seine Raupen (gusano rojo de maguey oder chilocuil, chinicuil) finden traditionell in der mexikanischen Küche Verwendung und werden auch zur Färbung und Aromatisierung des Agavenschnapses Mezcal verwendet.

## Merkmale

### Imago
Der männliche Falter hat eine Körperlänge von ca. 1,38 cm und eine Flügelspannweite von 3,43 cm, das Weibchen ist mit einer Körperlänge von 1,65 cm und einer Spannweite von 4,45 cm etwas größer. Der Körper ist hell- bis dunkelbraun beschuppt, wobei die Bauchseite etwas heller ist. Die Flügel sind mit braunen Schuppen bedeckt, die zur Flügelspitze hin dunkler werden. Vier quer verlaufende Reihen erhabener, heller Schuppen bilden im Ruhezustand der adulten Tiere ein umgekehrtes „V“. Weibchen und Männchen haben dieselben Farbmuster, doch sind die Weibchen blasser gefärbt und zeigen geringere Farbkontraste. In den Populationen können melanistische Formen auftreten.
Die Fühler des Männchens sind bis zur Spitze stark gefächert, die der Weibchen haben eher eine gezahnte Form. Die Augen beider Geschlechter sind gut entwickelt, Ocelli fehlen.

### Raupe

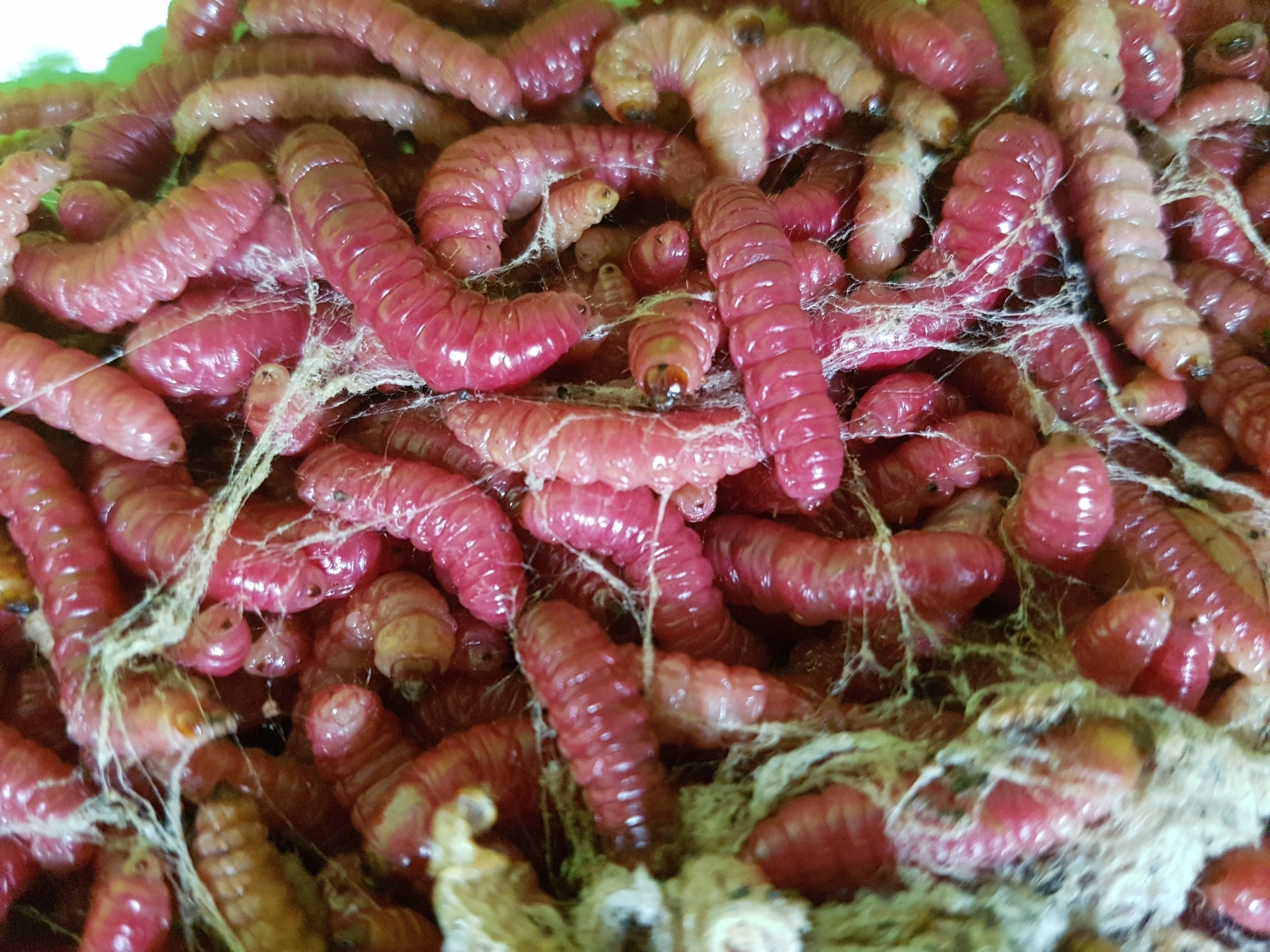
Raupen

Beim Schlüpfen sind die Raupen ungefähr 2 Millimeter lang und farblos. Mit der Zeit bekommt die Raupe ein rote Färbung, die im letzten Stadium sehr intensiv ist. Die Raupe produziert außerdem ein Sekret mit einem für die Art charakteristischen Geruch, der an allen Oberflächen haften bleibt, mit denen die Raupe Kontakt hatte. Im ersten Stadium ist die Raupe noch geruchslos.
Der Kopf ist teilweise in den Körper zurückgezogen. Der Körper weist eine leicht abgeflachte Form auf. Auf dem Körper befinden sich Setae. Auf dem letzten Körperglied hat die Raupe eine Chitinstruktur, die an ein Horn oder einen Dorn erinnert und dem Schutz dient. Die Raupe hat sehr kleine Beine.

### Eier
Die Eier haben eine weiche Struktur und weisen auf der Oberfläche Polygone mit konstanter Größe auf. Die Farbe der Eier wechselt während der Anhaftung am Legeort von weiß zu braun; der Farbwechsel geschieht aufgrund eines vom Weibchen beim Legen abgegebenen Sekrets.

## Lebensweise

### Fortpflanzung
Der weibliche Falter legt ungefähr 118 Eier an die Basis der Blätter von Agaven, wenige Stunden später stirbt das Weibchen. Nach 30 bis 35 Tagen schlüpfen die Raupen, die nach dem Schlupf in das Rhizom der Wirtspflanze wandern. Die Raupen bilden Kolonien von 40 bis 60 Tieren und vollenden ihren Lebenszyklus im Stamm von Agaven, hier gilt die Art Agave salmiana als Hauptwirt.
Im September oder Oktober verlassen die Raupen das Rhizom und graben sich ungefähr 3 Zentimeter tief in den Boden, wo sie sich verpuppen. Der Schlupf der Imago kündigt sich an, wenn die Färbung der Puppe von einem hellen Braun in ein dunkles wechselt.
Die Flugzeit der Falter wurde in Texas zwischen Dezember und Mai beobachtet. Am ersten oder zweiten Tag nach dem Verlassen der Puppe beginnt das Weibchen damit, Pheromone zu verströmen, um so Männchen zur Paarung anzulocken. Hierbei bleiben sie nah an ihrer Wirtspflanze, vermutlich da die Weibchen aufgrund der reifen und zur Befruchtung bereiten Eier ein relativ hohes Gewicht haben und deshalb nicht sehr mobil sind. Als Imago nehmen die Falter keine Nahrung zu sich.

### Feinde

#### Parasiten
Die Raupen von Comadia redtenbacheri werden durch die Schlupfwespe Lissonota fascipennis und die Raupenfliege Acantholespesia texana parasitiert, deren Larven im Körper der Raupe aufwachsen.

#### Fressfeinde
Alle Stadien des Insekts werden von Ameisen, Nagetieren und Vögeln gefressen.

## Etymologie
Der Schmetterling wurde 1848 von Carl Eduard Hammerschmidt zu Ehren des Entomologen Ludwig Redtenbacher benannt.

## Verwendung

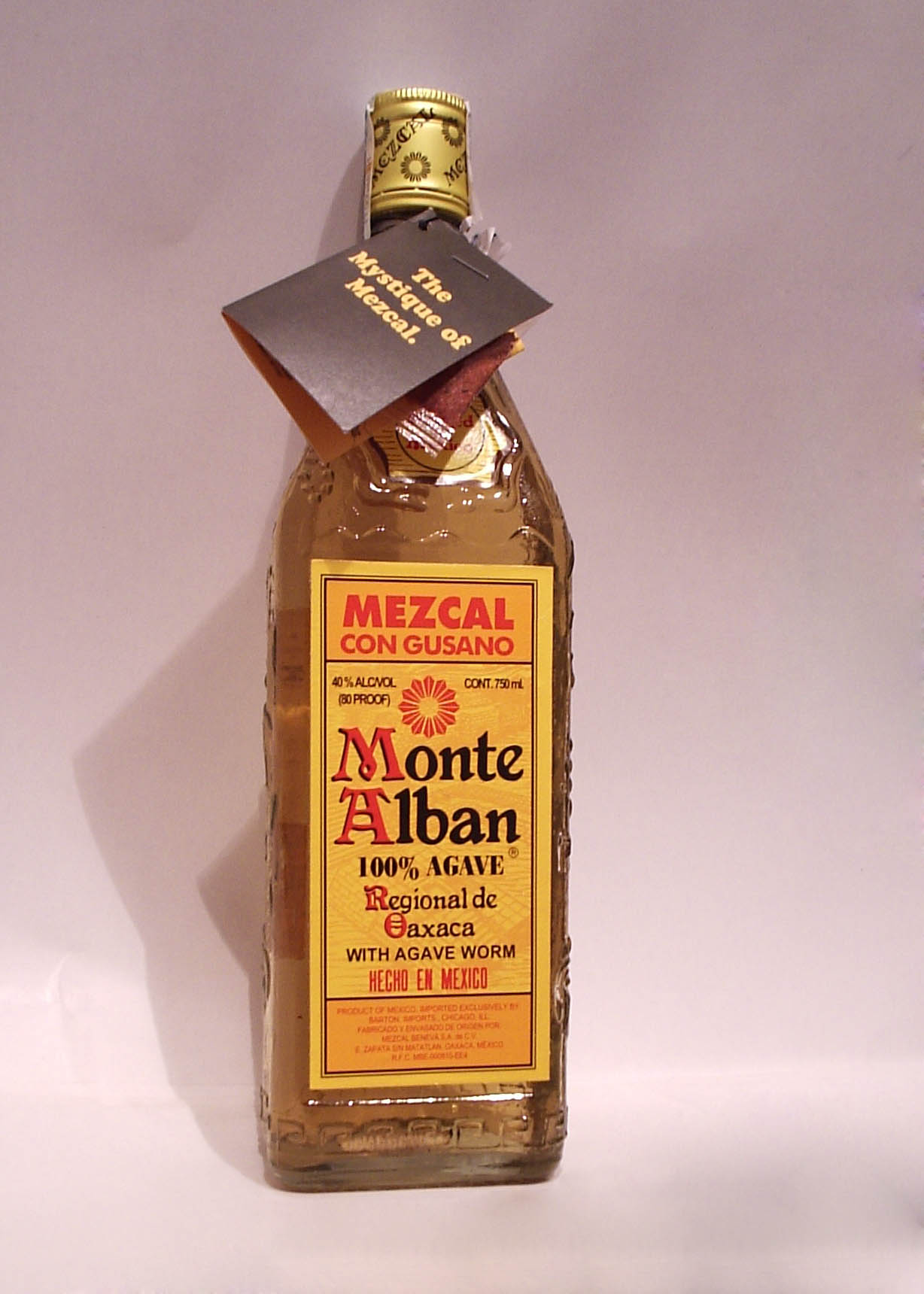
Eine Flasche Mezcal mit Raupe (am Boden)

Die Raupen im Stamm der Agave werden für die Produktion von Mezcal genutzt. Sie werden auch bei der Zubereitung verschiedener Speisen für Einheimische und Touristen verwendet, weil sie einen guten und exotischen Geschmack und einen hohen Anteil an essentiellen Mineralien sowie einen hohen Protein- und Fettanteil haben, außerdem sind sie leicht verdaulich.
Die Raupen bilden für viele Einheimische in Mexiko eine Einkommensquelle, weil wilde Populationen intensiv für die traditionelle Küche gesammelt und verkauft werden. Aufgrund des saisonalen Auftretens der Raupen und wegen des bisher recht unerforschten Lebenszyklus von Comadia redtenbacheri ist eine Zucht für die Lebensmittelproduktion nicht möglich. Es wird jedoch an Methoden geforscht, damit die Larven nachhaltig in Gewächshäusern massenproduziert werden können.
In der Natur wird es immer schwieriger, die Raupen zu finden. Die Nachfrage nach Mezcal und Agave steigt, weshalb möglicherweise die Anzahl der Raupen geringer wird. Vermutlich ist der Falter bisher nicht gefährdet, aber aufgrund des steigenden Konsums von Mezcal könnten die Bestände zu stark dezimiert werden.